# Lanovcovité
Lanovcovité (Restionaceae) je čeleď jednoděložných rostlin z řádu lipnicotvaré (Poales). Starší taxonomické systémy ji často řadily do samostatného řádu Restionales.

## Popis
Jsou to vytrvalé byliny s oddenky, často xerofyty (suchomilné rostliny). Listy jsou někdy normálně vyvinuté, většinou jsou však víceméně redukované, často z nich zbyly jen listové pochvy, hlavní fotosyntetizující úlohu pak přebírá stonek. Listy jsou jednoduché, střídavé, uspořádané dvouřadě nebo spirálně, přisedlé, s listovými pochvami. Čepele (pokud jsou přítomny) jsou celokrajné, žilnatina je souběžná. Jsou to většinou dvoudomé rostliny, řidčeji jednodomé, potom s jednopohlavnými nebo oboupohlavnými květy. Květy jsou malé a jsou uspořádány v květenstvích, většinou kláscích, které někdy skládají složená květenství, např. laty. Okvětních lístků je 6, zřídka 3, někdy může být zakrnělé nebo chybí, okvětní lístky jsou volné nebo řidčeji na bázi srostlé, víceméně nenápadné. Tyčinky jsou 2 nebo 3, zřídka 1, volné nebo srostlé. Gyneceum se skládá ze 3 plodolistů, zřídka z 1, je synkarpní, zřídka monomerické, semeník je svrchní. Plodem je tobolka nebo oříšek.

## Rozšíření ve světě
Je známo asi 58 rodů a asi 500 druhů, které jsou rozšířeny v jižní Africe, na Madagaskaru, v jihovýchodní Asii, v Austrálii, na Novém Zélandu a v jižním Chile.

## Zástupci
- lanovec (Restio)[3]

## Seznam rodů
Podle
Alexgeorgea, Anthochortus, Askidiosperma, Calopsis, Calorophus, Cannomois, Ceratocaryum, Chaetanthus, Chondropetalum, Coleocarya, Dielsia, Dovea, Elegia, Empodisma, Harperia,
Hopkinsia, Hydrophilus, Hypodiscus, Hypolaena, Ischyrolepis, Lamprocaulos, Lepidobolus, Leptocarpus, Lepyrodia, Loxocarya, Mastersiella, Meeboldina, Megalotheca, Nevillea,
Onychosepalum, Phyllocomos, Platycaulos, Pseudoloxocarya, Restio, Rhodocoma, Sporadanthus, Staberoha, Thamnochortus, Willdenowia, Winifredia